# Mar Jònica
La mar Jònica (en grec: Ιόνιο Πέλαγος; antigament dit Mar del Grec) és una zona de la mar Mediterrània situada entre la península Itàlica meridional i la costa occidental de Grècia. Banya les costes de Sicília, la Calàbria, la Basilicata i la Pulla, a l'oest, i de l'Epir i el Peloponès, a l'est. Al nord, el canal d'Òtranto la uneix amb la mar Adriàtica.
A part de Sicília a l'oest, a l'est inclou un gran nombre d'illes, totes vora les costes gregues, entre les quals Corfú, Zacint, Cefalònia, Ítaca i Lèucada, que en conjunt són conegudes com les illes Jòniques, i altres com les Estròfades, Esfactèria, Skhiza, Sapientza i Citera.
És una de les principals àrees sísmiques del món. Els ports principals són els de Siracusa i Catània, a Sicília.

## Nom
Es desconeix amb certesa l'etimologia del terme Jònic, que no té cap relació amb la regió de Jònia a l'Àsia Menor: en grec, Jònia és Ἰωνία, amb òmega, i la mar Jònica és Ἰόνιον, amb òmicron. El poeta Èsquil explica al Prometeu que el nom de la Mar Jònica prové de la nimfa Io, una de les conquestes amoroses de Zeus: transformada en vaca, hauria travessat nedant aquesta mar. Una altra etimologia popular relaciona el nom amb el participi de present del verb 'anar', ιόν ión, és a dir, 'aquell que va'. Altres etimologies fan referència a herois epònims específics, com ara Joni, fill del rei Àdrias d'Il·líria, qui batejà amb aquest nom l'actual mar Adriàtica, o bé fill de Dírrac, epònim de Dirràquium (l'actual Durrës, a Albània).

## Geografia
La mar Jònica separa la costa occidental de Salento, la Basilicata, Calàbria i la costa oriental de Sicília, al sud-est d'Itàlia; del sud d'Albània i la costa occidental de Grècia. Està connectat per l'estret de Messina amb la mar Tirrena, i pel Canal d'Òtranto amb la mar Adriàtica. La mar Jònica inclou el golf de Tarent, al sud d'Itàlia, i el golf de Corint, a Grècia. També dona nom a les illes Jòniques, un arxipèlag davant de la costa del sud d'Albània i Grècia.
Les trinxeres més profundes de la Mediterrània es troben a la mar Jònica (la fossa de Calypso, davant de la costa de Grècia, en té el rècord). Zona de lliscament de la placa africana sota la placa eurasiàtica, la mar Jònica és una important regió sísmica.

### Localització
L'Organització Hidrogràfica Internacional (OHI) determina els límits de la mar Jònica de la següent manera:
- Nord: línia que uneix la desembocadura del canal de Butrint (39° 44′ 29″ N, 19° 59′ 22″ E), a Albània, amb la badia de Kulurà (39° 44′ 37″ N, 19° 56′ 27″ E), a l'illa de Corfú; després, a través d'aquesta illa fins a Akra Kavokefalí (39° 45′ 08″ N, 19° 37′ 43″ E) i Santa Maria di Leuca (39° 47′ 23″ N, 18° 20′ 45″ E), a la Pulla.

- Cap a l'est: de la desembocadura del canal de Butrint (39° 44′ 29″ N, 19° 59′ 22″ E), a Albània, al llarg de la costa del continent fins al Cap Tènar.

- Sud: línia del Cap Tènar (36° 23′ 08″ N, 22° 28′ 59″ E) fins al cap Passero (36° 38′ 40″ N, 15° 04′ 39″ E), el punt més al sud de Sicília.

- Oest: La costa est de Sicília i la costa sud-est d'Itàlia fins al cap de Santa Maria di Leuca (39° 47′ 23″ N, 18° 20′ 45″ E), a la Pulla.

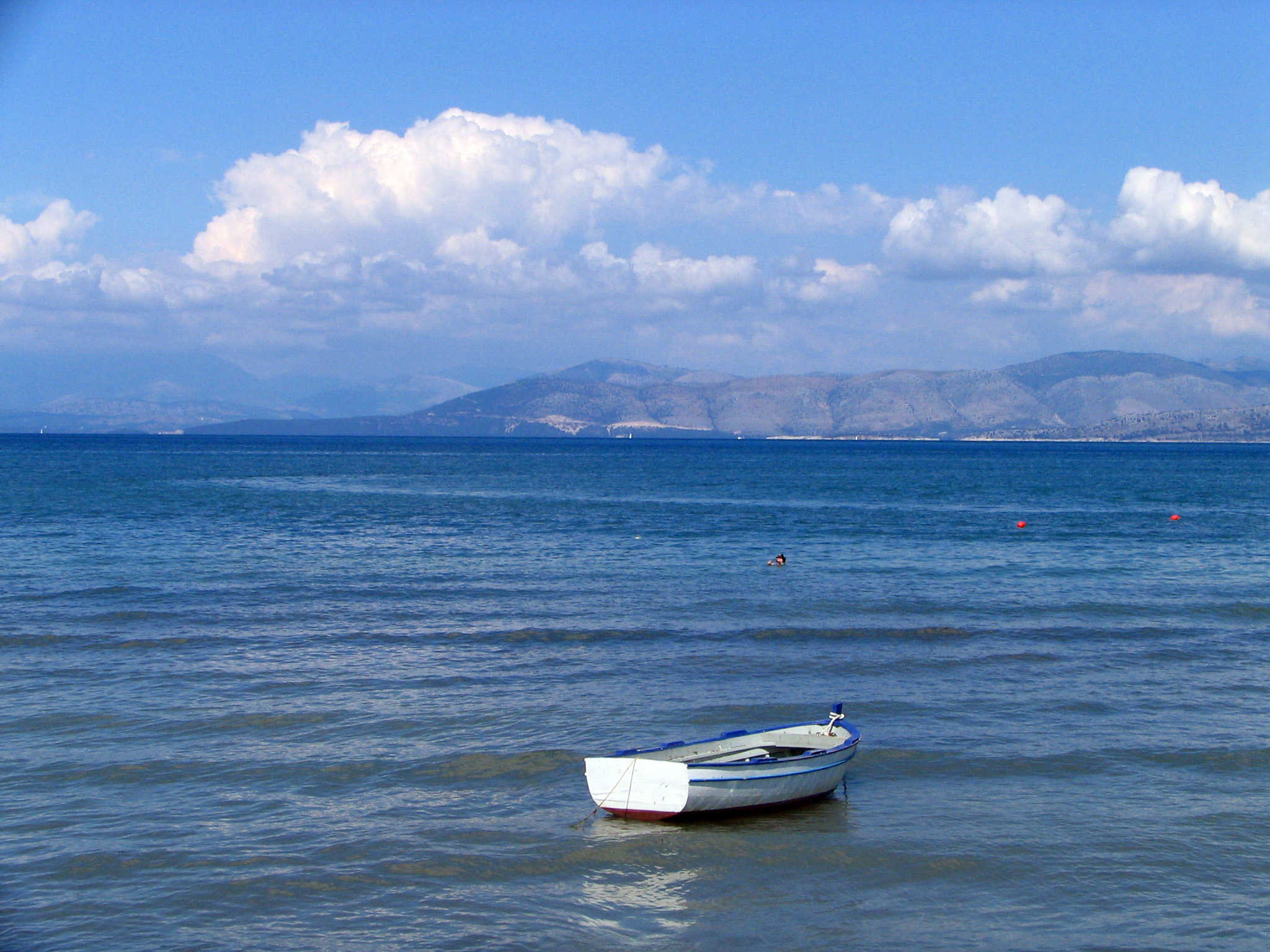
El mar Jònic, vist des de l'illa de Corfú, Grècia, i amb Sarandë, Albània al fons

### Ports

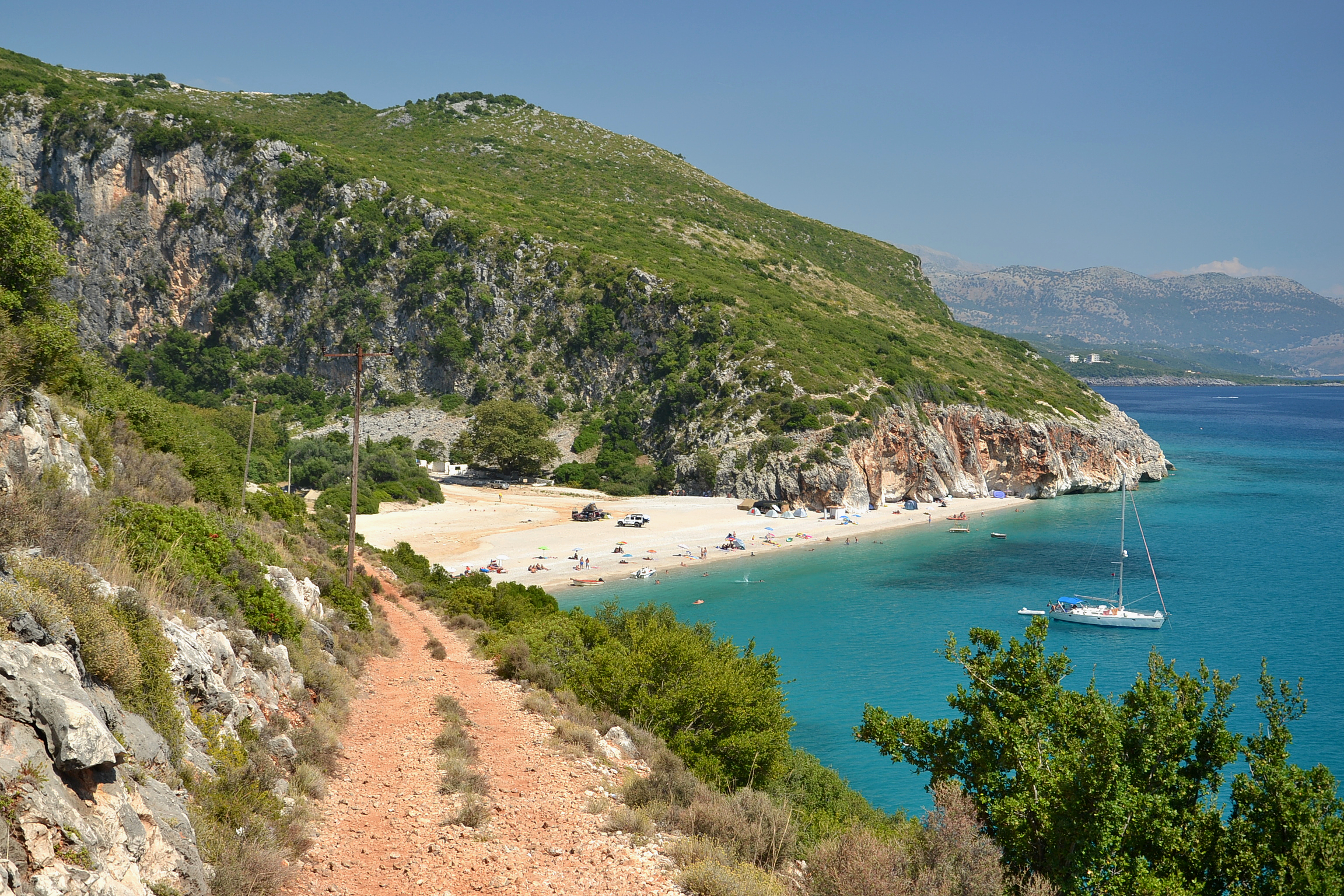
Gjipe al sud d’Albània, on el mar Adriàtic es troba amb el mar Jònic

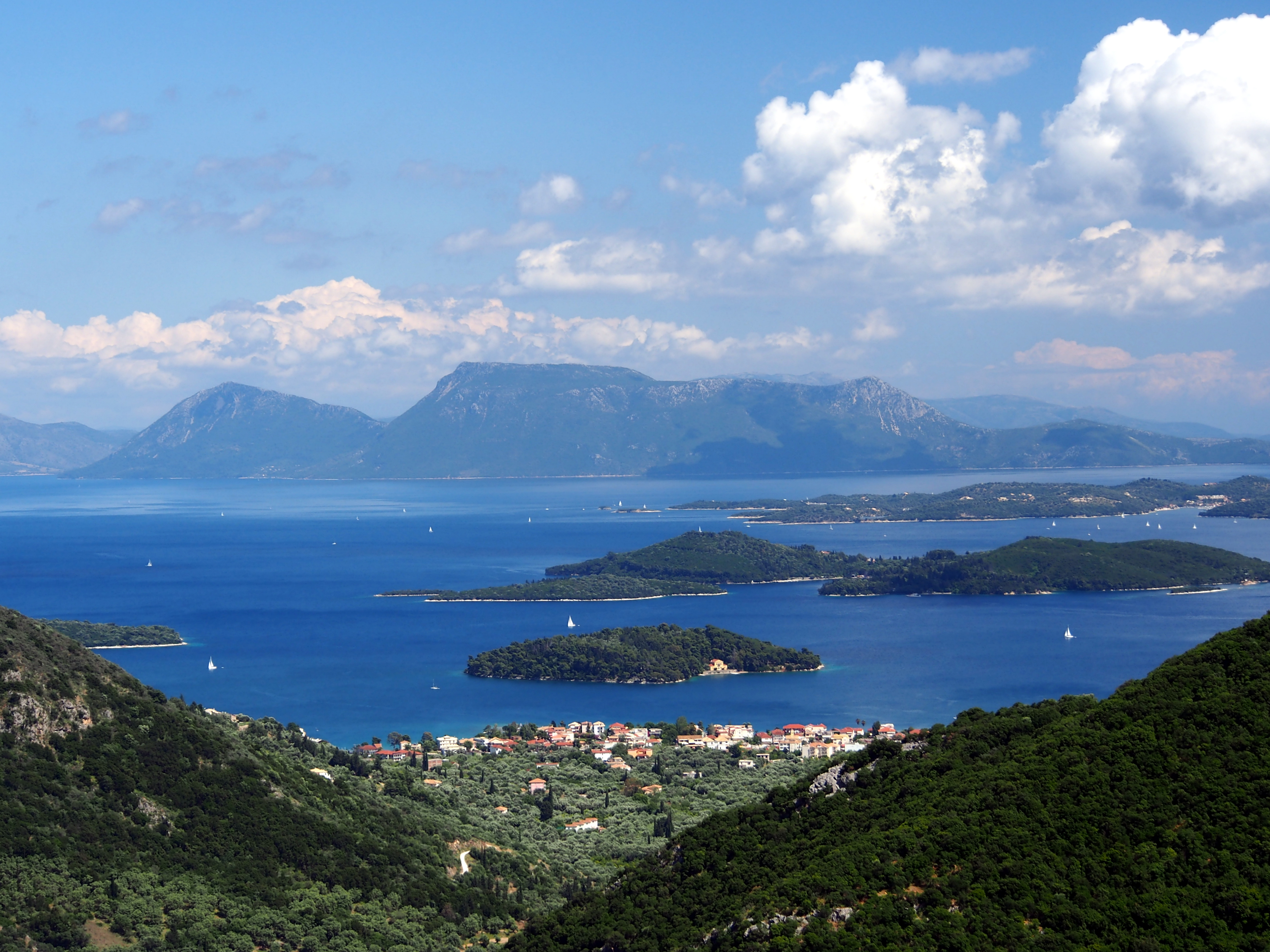
El mar Jònic, vista des de l'illa de Lefkada, Grècia

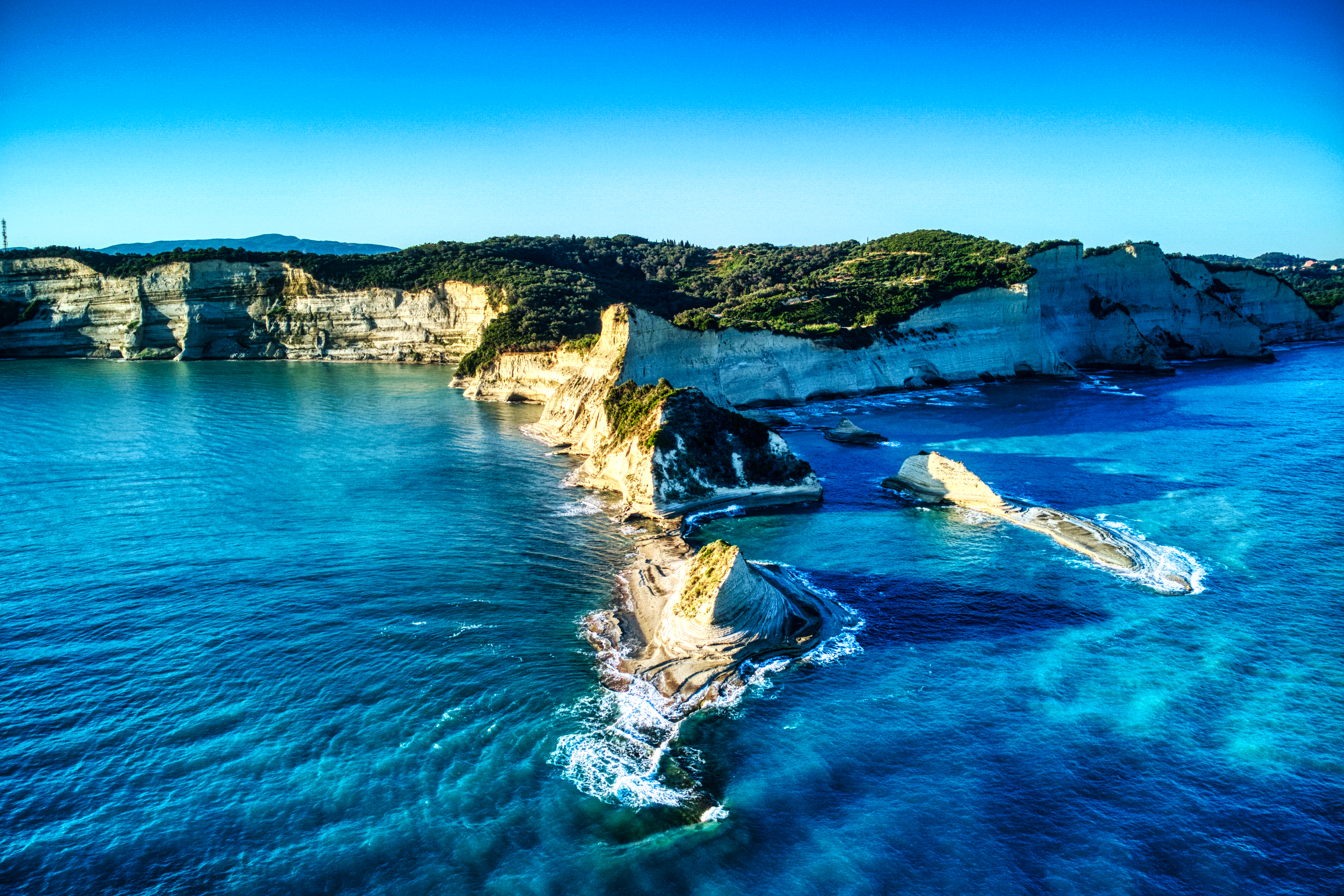
Cap Drastis i el mar Jònic, illa de Corfú

De sud a nord a l'oest, després de nord a sud a l'est:
- Siracusa, port, W
- Catània, port, W
- Messina, port, W
- Tàrent, port N
- Himara, petit port, NE
- Sarandë, port i platja, NE
- Corfú, port, E
- Igumenitsa, port, E
- Parga, petit port, E
- Préveza, port, E
- Astakos, port, E
- Argostoli, port, E
- Patres, port, E
- Ciparíssia, port, E
- Pilos, port, E
- Modó, petit port i platja

### Golfs i estrets
- Estret de Messina, W
- Golf de Catània, W
- Golf d'Augusta, W
- Golf de Tàrent, NW
- Golf d'Escil·lècion, NW
- Golf d'Ambràcia, E
- Golf de Patres, connectant el golf de Corint, ESE
- Golf de Ciparíssia, SE
- Golf de Messènia, SE
- Golf de Lacònia, ESE

### Illes
- Corfú és una illa grega coneguda pel seu ric patrimoni cultural i les seves tradicions, que es remunten a la civilització grega. Va ser escenari d'antigues batalles i guerres medievals. Va ser un dels bastions que van repel·lir amb èxit els intents de conquesta otomans i va continuar sent un dels assentaments més fortificats en el segle xviii.
- Cefalònia és l'illa més gran de l'oest de Grècia. És la sisena illa més gran de Grècia i una entitat regional independent de la regió de les Illes Jòniques. La seva capital és Argostoli. L'illa de Cefalònia té 773 km² i es troba en el cor de la zona sísmica. Cada any es produeixen nombrosos tremolors menors. L'últim gran terratrèmol es va registrar el 1953. Va destruir tots els assentaments de l'illa llevat de Fiskardo, al nord.
- Ítaca s'identifica amb l'Ítaca d'Homer, la llar d'Odisseu, protagonista de la famosa Odissea.
- Zacint
- Lèucada
- Paxos
- Citera

### Illots
- Anticitera
- Antípaxos
- Arkudi
- Àtokos
- Kàlamos
- Kastós
- Illes Ksamil
- Kravia
- Kithros
- Lazareto (Ítaca)
- Lazareto (Corfú)
- Meganissi
- Naftilos
- Pontikonissi
- Proti
- Esfactèria
- Skorpiós
- Sparti (Lèucada)
- Stillo
- Estròfades
- Tongo
- Vido

## Història
El terme mar Jònica serví inicialment per referir-se a la part de mar entre Corcira (Corfú) i el cap Iapigi (al sud) i la costa italiana a l'entrada de l'Adriàtic (al nord), i per extensió també a la part sud de l'Adriàtic fins al Gargà, segons Heròdot i Tucídides. Al segle i, Estrabó dona el Mont Acroceraunià com a límit nord de la mar Jònica, i especifica (llibre VII) que «el golf Jònic forma part del que avui s'anomena Adriàtic», mentre que considera la mar Jònica meridional com a mar de Sicília, és a dir, la part compresa entre Sicília i el Peloponès.
Claudi Ptolemeu també testimonia que la delimitació de la conca hidrogràfica de la mar Adriàtica té una frontera precisa a la costa nord del Gargà, prop de la ciutat d'Hírium, un petit castell encarat a les illes de Diomedes. Per Ptolemeu, les localitats del peucecis (Egnàcia i Bàrium) i dels daunis (Salàpia, Sipont, Apeneste, el Mont Gargà i Hírium) es troben a la mar Jònica, mentre que les localitats del frentans (Tifern, Buca i Histònium) al golf de la mar Adriàtica.
El mar va ser el lloc de la famosa batalla naval entre August i Marc Antoni coneguda com la batalla d'Àccium, una guerra lliurada l'any 31 aC, i també és famós per l'heroi de la mitologia grega antiga anomenat Odisseu, que era del illa d’Ítaca.